# S64 Bussard
| FRG Naval Ensign         | FRG Naval Ensign                           |
| ------------------------ | ------------------------------------------ |
| S 64 Bussard             |                                            |
| Schnellboot Bussard      |                                            |
| Typ                      | 143 – Albatros-Klasse                      |
| Rufzeichen               | DRBX (DRDN bis 01.12.1981)                 |
| NATO-Nummer              | P6114                                      |
| Dienstzeit               | 14.08.1976–24.03.2005                      |
| gefahrene Seemeilen      | 269573,6 sm                                |
| Werft                    | Lürssen Werft, Bremen-Vegesack             |
| Patenstadt               | Kamp-Lintfort                              |
| Technische Daten         |                                            |
| Länge                    | 57,58 m                                    |
| Breite                   | 7,62 m                                     |
| Tiefgang                 | 2,60 m                                     |
| Verdrängung              | 405 t                                      |
| Geschwindigkeit          | 42 kn                                      |
| Antrieb                  |                                            |
| Dieselmotor              | 4 × MTU 16V 956 TB91                       |
| Leistung                 | 4.500 PS (18.000 PS)                       |
| Wellen                   | 4                                          |
| Schrauben                | dreiflügelig 1,30 m ⌀                      |
| Ruder                    | 2                                          |
| E-Dieselmotoren          | 4 × 177 PS je Generator 135 kVA            |
| Verbrauchsstoffe         |                                            |
| Diesel                   | 32 m³                                      |
| Öl                       | xx m³                                      |
| Wasser                   | xx m³                                      |
| Bewaffnung (Deutschland) |                                            |
| Flugkörper               | 4 × MM38 Exocet                            |
| Torpedo                  | 2 × Torpedorohr 533 mm S5A2, Torpedo DM2A1 |
| Geschütz                 | 2 × OTOMELARA 76 mm                        |
| SMG                      | 2 × Browning M2                            |
| Sensoren                 |                                            |
| Fire Control             | WM27 - 444DU                               |
| Navigationsradar         | 3 RM/20                                    |
| Eloka-Anlage             | Octopus                                    |
| Data Link                | LINK 11                                    |
| Wappen S64 Bussard       |                                            |
| Besatzung                |                                            |
| Besatzung                | 43 Soldaten                                |
| Offiziere                | 5 (Kommandant, I WO, II WO, III WO, STO)   |
| PUO                      | 5 (DM, EM, MM, SOP, STT)                   |
| Unteroffiziere           | 15                                         |
| Mannschaften             | 18                                         |

S 64 Bussard (P 6114) war ein Schnellboot der Deutschen Marine. Es gehörte zur Klasse 143 (Albatros-Klasse).

## Dienstzeit in Deutschland
S 64 Bussard wurde am 14. August 1976 als viertes Boot dieser zehn Boote umfassenden Klasse in Dienst gestellt. Das Boot wurde auf der Lürssen-Werft gebaut und nach seiner Indienststellung dem 2. Schnellbootgeschwader unterstellt, das bis Ende Oktober 1994 in Olpenitz und danach im Marinestützpunkt Warnemünde beheimatet war.
Entsprechend der NATO-Doktrin waren die Schnellboote der Klasse 143 während des Kalten Krieges zur Küstenverteidigung und Sperrung der Ostseezugänge vorgesehen und für den Einsatz in Nord- und Ostsee optimiert. In NATO-Übungen und internationalen Manövern erweiterte sich das Gebiet schließlich auf das Mittelmeer. 2002 nahm S 64 Bussard  als Teil der Task Group 500.01 an der Operation Enduring Freedom am Horn von Afrika abgestützt auf Dschibuti teil. Im Jahr 2004 folgte ein Einsatz in der Operation Active Endeavour im Bereich der Straße von Gibraltar. Nach der Außerdienststellung am 24. März 2005 wurde das Boot im Marinearsenal in Wilhelmshaven und später bei der Neuen Jadewerft aufgelegt.

## Dienst in der Marine Ghanas
2010 wurde es an Ghana verkauft und bei der Neuen Jadewerft in Wilhelmshaven modernisiert. Dabei wurde die gesamte Bewaffnung ausgebaut und durch ein einzelnes 20-mm-Geschütz auf der Position des vormaligen vorderen Geschützes ersetzt. Anstelle des Feuerleitradars wurde ein Navigationsradar installiert, sodass das Boot nicht mehr über die typische Kugelantenne über der Brücke verfügt. 2012 wurde das Boot zusammen mit dem Schwesterboot S 61 Albatros nach einer Seeerprobung an die Marine Ghanas übergeben. Die Boote werden künftig von einem Kommandanten im Range eines Fregattenkapitäns geführt und vor allem für den Fischereischutz eingesetzt.

## Kommandanten
| 14.08.1976–15.03.1978 | Korvettenkapitän Kubalek        |
| 15.03.1978–29.08.1980 | Korvettenkapitän Rehder         |
| 29.08.1980–28.09.1981 | Korvettenkapitän Lehmann        |
| 28.09.1981–28.03.1984 | Korvettenkapitän Rath           |
| 28.03.1984–27.09.1985 | Korvettenkapitän Köhler         |
| 27.09.1985–30.09.1988 | Korvettenkapitän Meyer-Truelsen |
| 30.09.1988–16.01.1992 | Korvettenkapitän Ruprecht       |
| 16.01.1992–25.03.1993 | Korvettenkapitän Serwatzki      |
| 25.03.1993–27.09.1996 | Korvettenkapitän Böer           |
| 27.09.1996–26.09.1998 | Kapitänleutnant Riensch         |
| 26.09.1998–29.09.2003 | Kapitänleutnant Höflich         |
| 29.09.2003–24.03.2005 | Kapitänleutnant Jäger           |

## Tradition Schnellboot S64 Bussard
- Kleiner Kreuzer Bussard (1890–1913), Kaiserliche Marine
- Schnellboot S 64 (1941–1945), Kriegsmarine
- Schnellboot Bussard, Jaguar-Klasse, (1959–1975), Bundesmarine